# Ханенко Святослав Михайлович
Святослав Михайлович Ханенко (нар. 23 серпня 1953 року; Біла Криниця, Українська РСР) — український політичний діяч, перший заступник міністра охорони здоров’я України з березня по жовтень 2005 року, голова Київської обласної організації ВО «Свобода» з вересня 2008 року по листопад 2012 року. Депутат Верховної Ради України 7-го скликання.

## Біографія
Народився 23 серпня 1953 року в селі Біла Криниця Ровенського району Ровенської області. 1972 року закінчив Ровенське медичне училище, здобув кваліфікацію фельдшера. З 1972 по 1974 рік служив у збройних силах. З 1974 по 1981 рік навчався у Київському медичному інституті ім. академіка О.О. Богомольця, на лікувальному факультеті, здобув кваліфікацію лікаря. З серпня 1981 року по вересень 1989 року працював анестезіологом-реаніматологом в хірургічних і акушерсько-гінекологічних клініках м. Києва. З жовтня 1989 року по лютий 1997 року працював головним лікарем медико-санітарної частини будівельно-монтажного тресту № 1. З березня 2004 року по лютий 2005 року працював директором медико-соціального центру Шевченківського району м. Києва.
З березня по жовтень 2005 року обіймав посаду першого заступника міністра охорони здоров’я України.

## Політична діяльність
Депутат Шевченківської районної в м. Києві ради III, IV, V скликань.
З 22 листопада 2004 року по січень 2005 року — координатор медичної служби Комітету Національного порятунку на Майдані Незалежності в м. Києві.
Член партії «Наша Україна» з дня її створення і до 16 жовтня 2007 року.
16 жовтня 2007 року вийшов з партії «Народний Союз Наша Україна» і склав повноваження депутата Шевченківської районної в м. Києві ради з морально-етичних та ідеологічних мотивів.
З 1 квітня 2008 року — член Всеукраїнського об'єднання «Свобода», з вересня 2008 року — голова Київської обласної організації Всеукраїнського об'єднання «Свобода», з листопада 2010 року — депутат Київської обласної ради VI скликання, уповноважений представник фракції Всеукраїнського об'єднання «Свобода».
12 грудня 2012 року став народним депутатом України 7-го скликання від партії «ВО «СВОБОДА». Голова підкомітету з питань законодавчого забезпечення реформування системи охорони здоров'я, медичної освіти та науки Комітету з питань охорони здоров'я.

## Сім'я
Одружений. Дружина — Ханенко Тетяна Михайлівна, 1962 року народження. Сини — Ханенко Святослав Святославович 1982 року народження, Ханенко Ігор Святославович 1993 року народження.